# NGC 7518
NGC 7518 (другие обозначения — PGC 70712, UGC 12422, IRAS23106+0603, MCG 1-59-12, ZWG 406.20, MK 527, KUG 2310+060) — спиральная галактика (Sa) в созвездии Рыбы.
Этот объект входит в число перечисленных в оригинальной редакции «Нового общего каталога».